# Marcel Detry
Pour les articles homonymes, voir Detry.
Marcel Detry, né à Gilly le 17 novembre 1879 et décédé à Uccle le 29 septembre 1972, est un chirurgien belge, résistant de la Première Guerre mondiale aux côtés d’Edith Cavell.

## Biographie

### Jeunesse
L'enfance de Marcel Detry est partagée entre une éducation bourgeoise et privilégiée, et la dure réalité industrielle qui l'entoure à Gilly où son père est un chirurgien brillamment diplômé de l’Université de Liège, et un échevin libéral actif. En pension à l'Athénée d'Ostende, le jeune enfant accomplit ses humanités anciennes en cette ville où la famille séjourne l’été. Élève brillant, il obtient le « Prix général de l'année » en 1893, et se destine à la médecine à l’Université Libre de Bruxelles.

### Début de carrière
Diplômé avec distinction en octobre 1906, il se spécialise en chirurgie à Berne (Suisse) et à Paris (France) avant d’exercer dans différents hôpitaux : Bruxelles, polyclinique de Charleroi, hôpital de Saint-Gilles-lez-Bruxelles, hôpital de Jumet. Marié en 1907 à Blanche Dullier, qui est une petite-fille Delhaize, les liens de Marcel Detry avec ce qui devient un empire alimentaire, sont suivis tout au long de son existence.
Désigné en 1912 comme chirurgien adjoint puis chirurgien en chef de l'Hôpital de Jumet, et directeur du sanatorium, il reçoit également dans son cabinet privé, avenue Brugmann à Bruxelles où il réside. Cet hôpital sanatorium hennuyer est alors tout neuf et enorgueillit la ville. Implanté sur trois hectares, l'endroit est des plus pittoresques et dispose d’un staff composé de neuf médecins spécialisés. La presse qui relate l'inauguration précise qu'outre le corps médical, « cinq infirmières laïques venant de l'école de « La Source », de Lausanne (Suisse) seront attachées à l'établissement.(...). Miss Cavell, directrice de l'École Belge d'infirmières diplômées de Bruxelles dont le concours et les conseils furent si précieux à l'œuvre que l'on installe aujourd'hui est également présente à l’inauguration »[réf. nécessaire].
En juin 1913, a lieu l'inauguration d'une Plaine de jeux à Uccle-Calevoet à l'initiative du « Cercle des Éclaireurs du denier des Écoles », dont Marcel Detry est secrétaire. La plaine de deux hectares qui voisine avec des champs d'avoine et de froment a pour but d'offrir aux enfants bruxellois défavorisés à la fois un espace d'air pur « car les réservoirs d'air manquent de plus en plus » mais aussi de proposer un lieu « qui offre les moyens de s'étirer, de pratiquer des exercices physiques indispensables à l'organisme (...) »[réf. nécessaire].

### Résistance
Collaborateur occasionnel d'Antoine Depage, Marcel Detry s'installe peu après la déclaration de guerre dans une autre demeure qu’il vient d’acheter avenue Brugmann, et dont les jardins communiquent avec les trois maisons qu'Edith Cavell transforme, rue de la Culture, en hôpital de la Résistance. Un écrivain anglais, Rowland Ryder (en) relayé ensuite par d'autres, a l'occasion, du vivant de Marcel Detry, de recueillir les souvenirs de cette époque où il prend des risques importants, et de les publier par la suite[réf. nécessaire]. L'auteur signale : « la maison du Docteur Detry avenue Brugmann se trouvait à deux pas de la clinique d'Edith Cavell ; les jardins étaient contigus et depuis sa maison, le docteur pouvait entendre les soldats britanniques chanter. Il avait averti Cavell du risque qu'elle courait et a dit qu'elle était devenue nerveuse et préoccupée au bloc opératoire. (...) Après la bataille de Charleroi, le 23 août, les hôpitaux de la région étaient remplis de blessés, et à l'hôpital de Jumet, il s’en trouvait de nombreux, français et quelques allemands. Le Docteur Marcel Detry, l'un des plus brillants chirurgiens de la clinique, se rendait à cet hôpital deux fois par semaine ; il faisait cela depuis au moins deux ans. L'un des patients du Docteur Detry à Jumet, un soldat français qui s'était battu à Charleroi et récupérait de ses blessures, s'était résolu à prendre la fuite. Il avait discuté de cette question avec le Docteur Detry, qui en avait ensuite parlé à Edith Cavell, laquelle avait accepté de le recevoir. Marcel Detry organisa pour lui le voyage pour Bruxelles où il séjourna un jour ou deux, jusqu'à ce qu'Edith Cavell lui trouvât un guide pour passer la frontière hollandaise. Les dix soldats du Docteur Detry, une dizaine, pour citer sa propre expression, furent envoyés individuellement de Jumet vers Bruxelles et ensuite, quand le sort le permettait, vers les Pays-Bas, à intervalles d'environ une semaine, jusqu'à la fin du mois de janvier 1915 »[réf. nécessaire].
Mais Edith Cavell prend des risques de plus en plus grands, malgré les mises en garde de Marcel Detry, et entre mai et août 1915, l'étau se resserre et bientôt le réseau tombe. Le 5 août, l'admirable infirmière, coupable de « trahison » envers les Allemands pour avoir permis l'évasion de centaines de soldats alliés de la Belgique, s'effondre sous les balles de l'occupant en ayant refusé, comme la triste tradition le propose, qu'on lui bande les yeux. Pour Marcel Detry, dont Miss Cavell était devenue l'amie de la famille, ce sont des moments terribles que le temps n'efface jamais. La guerre finie, le médecin idéaliste qu'il est, épris de liberté, reçoit la Croix de 1re classe de la Croix Rouge de Belgique pour « services rendus pendant la guerre 1914-1918 », et il n'est pas de doute possible que cette reconnaissance, il la dédie alors à cette infirmière exceptionnelle qu'il a eu le privilège de côtoyer, elle qui a sauvé des vies, lui qui, régulièrement, donne la vie.

### Fin de vie
Si l’existence, après la guerre, reprend son cours, elle demeure pour les médecins la triste origine de bien des malheurs. Marcel Detry poursuit en effet ses fonctions à responsabilités à Jumet, et est alors amené à traiter nombre de mutilés de la guerre à la suite du danger des explosifs qui parsèment le territoire un peu partout. Sous le titre « C'est la mort ou la mutilation à l'Hôpital-Sanatorium de Jumet. Tristes exemples », un journaliste consacre à cet épineux problème un long article.
1940. Le cauchemar recommence. Marcel Detry qui a quitté Jumet depuis 1938, opère dans divers hôpitaux bruxellois dont celui qui porte le nom de son amie Edith Cavell; il poursuit son activité au-delà de la Seconde Guerre mondiale et l'Annuaire du Commerce et de l'Industrie de Bruxelles qui paraît en 1959 fait toujours état de sa profession de médecin.